# Allenton-flodhesten
Allenton-flodhesten er et velbevaret flodhesteskelet (Hippopotamus amphibius), der blev fundet i 1895 i Allenton, der på den tid var en landsby 5 km fra Derby. Skelettet er 3 meter langt og er i dag udstillet i Derby Museum and Art Gallery.

## Historie
Derby-forstaden Allenton var tidligere en landsby. Ved brøndgravning i marts 1895 stødte man på nogle store og usædvanlige knogler. Alt i alt fandt man 127 knogler – især fra flodhest, men enkelte kom fra næsehorn og elefanter. Knoglerne blev i samtiden set som bevis for en landbro mellem Storbritannien og det eurpæiske kontinent. Senere har man dateret knoglerne til ca 120.000 år siden, altså Eem-mellemistiden (i Storbritannien kaldet Ipswich-mellemtistiden), hvor klimaet har været varmere end i dag.
- Wikimedia Commons har flere filer relateret til Allenton-flodhesten